# Atsushi Uchiyama
Atsushi Uchiyama (内山 篤, Uchiyama Atsushi, Shizuoka, 29 juni 1959) is een Japans voormalig voetballer die als middenvelder speelde.

## Clubcarrière
In 1978 ging Uchiyama naar de Kokushikan University, waar hij in het schoolteam voetbalde. Nadat hij in 19 afstudeerde, ging Uchiyama spelen voor Yamaha Motors. Uchiyama veroverde er in 1982 de Beker van de keizer. Met deze club werd hij in 1987/88 kampioen van Japan. In 10 jaar speelde hij er 195 competitiewedstrijden en scoorde 18 goals. Uchiyama beëindigde zijn spelersloopbaan in 1992.

## Japans voetbalelftal
Atsushi Uchiyama debuteerde in 1984 in het Japans nationaal elftal en speelde 2 interlands.

## Statistieken
| Japans voetbalelftal | Japans voetbalelftal | Japans voetbalelftal |
| Jaar                 | Wed.                 | Dlp.                 |
| -------------------- | -------------------- | -------------------- |
| 1984                 | 1                    | 0                    |
| 1985                 | 1                    | 0                    |
| Totaal               | 2                    | 0                    |